# Evans Peak, Antarktis
Evans Peak är en bergstopp i Antarktis. Den ligger i Västantarktis. Chile gör anspråk på området. Toppen på Evans Peak är 3 950 meter över havet.
Terrängen runt Evans Peak är bergig västerut, men österut är den kuperad. Trakten är obefolkad. Det finns inga samhällen i närheten. 